# Florian Gothe
Florian Gothe (* 9. August 1962 in Bochum) ist ein ehemaliger deutscher Fußballspieler und war 25 Jahre  Präsident der Vereinigung der Vertragsfußballspieler (VDV).

## Laufbahn
Gothe, der im Alter von acht Jahren beim Post SV Bochum mit dem Fußballspielen begann, bestritt in der Bundesliga und 2. Bundesliga in den Jahren 1983 bis 1991 insgesamt 196 Spiele, in denen er 16 Tore erzielte.
1999 wurde der ehemalige Profi des VfL Bochum als Nachfolger von Jürgen Sparwasser zum Präsidenten der VDV gewählt. Unter seiner Führung konnte die Organisation aus einer damals existentiellen Krise herausgeführt werden. Bei der Wiederwahl im Jahre 2006 wurde er einstimmig in seinem Amt bestätigt.
Gothe trat öffentlich in Erscheinung, als er sich in Zusammenhang mit dem Freitod des deutschen Fußballtorwarts Robert Enke für eine größere Unterstützung von Fußballspielern bei der Bewältigung persönlicher psychischer Probleme aussprach.

## Sonstiges
Neben seiner Karriere als Fußballspieler schloss er ein Studium der Rechtswissenschaft erfolgreich ab und war bis zum 30. Juni 2022 als Notar in Solingen tätig. Zudem ist Florian Gothe ehrenamtlicher Richter des DFB-Bundesgerichts.